# Volkshuisvesting in Suriname
Volkshuisvesting in Suriname is sinds het begin van de 20e eeuw een politiek onderwerp en sinds circa 1950 een politiek agendapunt. In de 20e eeuw speelde de Stichting Volkshuisvesting Suriname een belangrijke rol in de bouw van sociale huur- en koopwoningen. Begin 21e ligt er een grote rol voor het Low Income Shelter Program (LISP) waarmee met internationale financiering betaalbare koopwoningen worden gebouwd. Een tekort aan betaalbare woningen is er altijd gebleven (stand 2024).
Het Human Rights Measurement Initiative berekende in 2022 dat Suriname 89,1% van de doelstellingen voor realiseert op het gebied van woonhuizen.

## Voorafgaand (1e helft 20e eeuw)
In de slavernijperiode werden op erven een groot herenhuis voor de eigenaar en gebouwtjes (fokanti) voor de slaafgemaakten gebouwd. Na de afschaffing van de slavernij kwam dit soort woningen vaak in handen van huizenmelkers die er te veel mensen in lieten wonen. Paramaribo kende in de jaren 1970 zo'n 14.000 erven. De erven zijn vaak omheind en veel herenhuizen kregen later de bestemming van kantoor of winkel. De erfwoningen waren bereikbaar via een zogenoemde negerpoort en zijn aan het oog onttrokken. In het centrum zijn de erven vaak klein (pikin djari) met vaak niet meer dan tien erfwoningen. Buiten het centrum zijn de erven vaak wel groot en staan er soms wel dertig erfwoningen (bigi djari). De pikin djari werden traditioneel door Creolen bewoond. Hoewel er op de bigi djari ook wel Creolen woonden, hebben hier traditioneel vooral Hindoestaanse en Javaanse Surinamers hun huisvesting gevonden. Er zijn vaak één à twee kamers in deze erfwoningen en er zijn gemeenschappelijke voorzieningen. Groepen van dit soort huizen werden in 1977 door Encyclopedie van Suriname wel omschreven als krottenwijken. Ze kwamen vooral voor in Frimangron, Land van Dijk en aan de andere kant van de brug van Poelepantje.
In 1910 stelden de Koloniale Staten een onderzoekscommissie in om de woonsituatie van arme bewoners te onderzoeken. De conclusies waren dat zij vaak onhygiënisch woonden. Er waren te veel stallen op het erf en 17% werd onbewoonbaar geacht vanwege het ontbreken van voldoende drinkwater en goede afvoer. Tot een effectieve oplossing van het probleem kwam het toen niet.

## Van huurwoningen naar huurkoop (2e helft 20e eeuw)

### Stichting Volkshuisvesting Suriname
De regering boog zich in 1948 voor het eerst over de woningbouw voor de inwoners met de laagste inkomens. Op 7 maart 1951 richtte het gouvernement de Stichting Volkshuisvesting Suriname (SVS) op. De Stichting, zoals het door woningzoekenden werd genoemd, kreeg de taak mee om gouvernementswoningen te exploiteren, als eerste in de wijk Beekhuizen in Paramaribo. De ambtshalve directeur was de directeur van Sociale Zaken. In dat jaar waren alle in Beekhuizen gebouwde woningen verhuurd, evenals de ambtenarenwoningen in Zorg en Hoop. De Stichting deelde prijzen uit aan de bewoners  voor het beste onderhoud. Het huizenbestand breidde in de jaren erna uit met onder meer Bruynzeel-woningen.
Rond 1964 werd gebouwd aan nieuwe huisvesting voor SVS, waarvan de eerste steen op 30 november 1963 werd gelegd. Het pand werd gebouwd in Zorg en Hoop, op de hoek van de Madeliefjestraat en Ananasstraat. Hier is ook het directoraat Volkshuisvesting gevestigd.

### Zelfbouw
In de eerste decennia vanaf 1950 werd in het kader van het Welvaartsfonds ook de Zelfbouw geïntroduceerd, die zelfs internationale aandacht trok onder de naam aided self help. In dit geval bouwden de toekomstige bewoners hun huis zelf. Voorbeelden hiervan waren de nieuwbouw in de wijken Beekhuizen en Latour. Bij zelfbouw verstrekte de overheid de materialen en bouwden de eigenaren onder deskundig toezicht hun woningen zelf. De deelnemers kregen instructies in timmeren en metselen en verkregen hun huizen in huurkoop die ze in twintig jaar tijd afbetaalden. Rond 1987 werd ook geëxperimenteerd met groeiwoningen waaraan later extra kamers gebouwd konden worden.
Tegelijkertijd vond de Grote Trek van marrons vanuit het binnenland naar Paramaribo plaats. Zij betrokken vaak deze leegkomende erfwoningen, waardoor er nog steeds geen oplossing was voor de huisvesting van arme bewoners. Er verdwenen ook erfwoningen omdat de overheid omwille van milieu en hygiëne krotten opruimde.

### Gotong royong
Onder Javaanse Surinamers was het systeem van gotong royong (vertaald: wederzijdse hulp, ook wel sambatan) gangbaar. Terwijl dit systeem de overheid veel kosten bespaarde, is het niet invloedrijk geworden in Suriname, wat in de jaren 1980 op instemming van bouwbedrijven kon rekenen, niet op zijn minst vanwege de economische recessie waarin ze zich toen bevonden.

### Huurkoop en uitbesteding aan bouwbedrijven
De woningbouw ging ook door in de militaire periode (1980-1987) en sinds de start in 1951 realiseerde SVS tot 1987 6.514 woningen, met piekjaren in 1979 en 1981. Tijdens de regering-Sedney (1969 - 1973) werden geen woningen gerealiseerd. Omdat de betaalmoraal van de huur slecht was, werd steeds meer overgegaan op huurkoop. In de beginjaren zorgde de stichting zelf voor de bouw, terwijl in de jaren 1980 de bouw vaak werd overgedragen aan bouwbedrijven. Een belangrijk aandeel in die piek kwam uit de financiering door Nederland met 14,5 miljoen gulden.
De overheid formuleerde in 1981 de stelregel dat elke inwoner recht op een perceel grond heeft. Vanwege de Grote Trek naar de stad breidde de omvang van Paramaribo sterk uit, waardoor ervoor gekozen werd om volkshuisvesting ook in de districten te laten plaatsvinden, in het bijzonder in Nickerie, Coronie, Saramacca, Para en Commewijne. In Albina, de hoofdplaats van Marowijne, werd weliswaar een start gemaakt, maar ging het woningbestand ook sterk achteruit als gevolg van de vernietiging van veel woningen tijdens de Binnenlandse Oorlog vanaf 1986. De woningnood bleef toen en in meerdere decennia later hoog.

## 21e eeuw
Sinds circa 2005 heeft de SVS minstens tien jaar lang geen woningbouwprojecten meer uitgevoerd. Die taak was verlegd naar een presidentiële commissie. De bedoeling was dat mensen voor een woning een hypotheek moesten afsluiten en, wanneer ze die niet konden krijgen, er een garantie afgegeven moest worden door een garantiefonds. Op dat moment was er sprake van een groot tekort in het woningaanbod. Daar waar de eerste woningen waren gebouwd, zoals in Flora, Tammenga en Geyersvlijt, woonden meerdere generaties in een woning. Al met al was de problematiek van de volkshuisvesting nog steeds niet opgelost.
Begin 21e eeuw werd daarnaast het Low Income Shelter Program (LISP) in het leven geroepen, een samenwerkingsverband tussen de Surinaamse overheid en de Inter-Amerikaanse Ontwikkelingsbank. Deelnemers van dit programma waren in het bezit van een perceel gaven op een formulier aan of het ging om nieuwbouw, uitbreiding, afbouw of renovatie. Hierna volgden in de jaren 2010 nog LISP II en LISP III waarvoor respectievelijk 15 miljoen bij de Inter-Amerikaanse Ontwikkelingsbank en 35 miljoen bij de Islamitische Ontwikkelingsbank werden geleend.
In 2024 liepen er drie programma's voor sociale woningbouw: het Landelijke Woningbouwprogramma van de overheid dat naar planning 4600 woonoplossingen zal opleveren, het Affordable Housing Project met naar planning 4000 woningen die gefinancierd worden door de Islamitische Ontwikkelingsbank en het Social Housing Project met naar planning 350 woningen dat gefinancierd wordt door China.

## Kraken
Kraken, ook wel occupatie genoemd, oftewel bewoning zonder toestemming van de eigenaar, is niet toegestaan in Suriname. Toen in 2011 huizen werden gekraakt in Texas en Sunny Point liet minister Alice Amafo de mensen registreren met de toezegging een oplossing te zullen zoeken. Ze liet echter ook weten nieuwe occupatie niet toe te zullen staan. Het ging om huizen die soms al jaren gekraakt werden. In 2013 werd bij gekraakte woningen op het Maretraiteproject in Tuit Lui Fautkanaal door 175 politieagenten de daad bij het woord gevoegd door dertig gezinnen te ontruimen.

## Dakloosheid
Daarnaast worden terreinen en bouwvallen door daklozen gebruikt om te overnachten. Sinds de jaren 1990 maakten daklozen hier veelvuldig gebruik van langs de Waterkant. Vanwege de erbarmelijke situatie werd hier in 2021 alarm geslagen door burgers vanwege de historische waarde van het gebied en als trekpleister voor toerisme. In juni 2024 startte een omvangrijke rehabilitatie van de Waterkant en werd naar mogelijkheden gezocht voor de daklozen daar.
Ook komt het in de jaren 2020 af en toe voor dat een leegstaand pand in brand raakt door de aanwezigheid van daklozen. Een voorbeeld is een brand in een leegstaand pand aan de Heerenstraat in 2023 waardoor twee panden werden verwoest. In de Domineestraat ontstond in januari 2024 een brand in een leegstaand pand waar junkies zich ophielden. Drie panden werden vernietigd en één raakte beschadigd. Uitgeverij Vaco verloor niet alleen haar pand maar ook tientallen kunstwerken, originele manuscripten en antiquarische boeken, en zag zich na 129 jaar genoodzaakt om het bedrijf te sluiten.

## Grond- en landrecht in Suriname
De grondaanvragen worden afgehandeld door het ministerie van Grondbeleid en Bosbeheer. Het Management Instituut voor een Grondregistratie en Land Informatie Systeem (MI-GLIS) is in Suriname het kadaster dat de percelen en gronden registreert. Het werd op 25 september 2009 bij wet ingesteld door De Nationale Assemblée. In aanloop daar naartoe werden het Surinaamse grondgebied digitaal in kaart gebracht aan de hand van meer dan 16.000 luchtfoto's. Het project werd in november 2010 afgerond en ter inzage gesteld aan hoofdgebruikers als landmeters, notarissen, banken en deurwaarders.